# (143991) 2003 YO179
(143991) 2003 YO179, também escrito como (143991) 2003 YO179, é um objeto transnetuniano (TNO) localizado no cinturão de Kuiper, uma região do Sistema Solar, ele é classificado como um cubewano. O mesmo possui uma magnitude absoluta de 6,1 e tem um diâmetro com cerca de 265 km. O astrônomo Mike Brown lista este corpo celeste em sua página na internet como um candidato a possível planeta anão.

## Descoberta
(143991) 2003 YO179 foi descoberto no dia 17 de dezembro de 2003 através do Observatório de Mauna Kea.

## Órbita
A órbita de (143991) 2003 YO179 tem uma excentricidade de 0,142, possui um semieixo maior de 44,775 UA e um período orbital de cerca de 300 anos. O seu periélio leva o mesmo a uma distância de 38,403 UA em relação ao Sol e seu afélio a 51,146 UA.